# Вудбері (округ, Айова)
Шаблон:StateAbbr_ 42°23′29″ пн. ш. 96°03′03″ зх. д. / 42.391388888889° пн. ш. 96.050833333333° зх. д.
Округ  Вудбері (англ. Woodbury County) — округ (графство) у штаті  Айова, США. Ідентифікатор округу 19193.

## Історія
Округ утворений 1851 року.

## Демографія
За даними перепису 
2000 року 
загальне населення округу становило 103877 осіб, зокрема міського населення було 86735, а сільського — 17142.
Серед мешканців округу чоловіків було 50915, а жінок — 52962. В окрузі було 39151 домогосподарство, 26432 родин, які мешкали в 41394 будинках.
Середній розмір родини становив 3,13.
Віковий розподіл населення поданий у таблиці:
| Стать    | До 15 років | 15-21 | 22-29 | 30-39 | 40-49 | 50-65 | 65-85 | Понад 85 |
| -------- | ----------- | ----- | ----- | ----- | ----- | ----- | ----- | -------- |
| Чоловіки | 12160       | 5588  | 5724  | 7591  | 7476  | 6902  | 4974  | 500      |
| Жінки    | 11560       | 5500  | 5712  | 7016  | 7508  | 7262  | 7029  | 1375     |

## Суміжні округи
- Плімут — північ
- Черокі — північний схід
- Іда — схід
- Монона — південь
- Терстон, Небраска — південний захід
- Дакота, Небраска — захід
- Юніон, Південна Дакота — північний захід

## Виноски
1. ↑  U.S. Decennial Census. United States Census Bureau. Архів оригіналу за 4 квітня 2018. Процитовано 20 липня 2014.
2. ↑  Historical Census Browser. University of Virginia Library. Архів оригіналу за 11 серпня 2012. Процитовано 20 липня 2014.
3. ↑  Population of Counties by Decennial Census: 1900 to 1990. United States Census Bureau. Архів оригіналу за 22 квітня 2014. Процитовано 20 липня 2014.
4. ↑  Census 2000 PHC-T-4. Ranking Tables for Counties: 1990 and 2000 (PDF). United States Census Bureau. Архів оригіналу (PDF) за 18 грудня 2014. Процитовано 20 липня 2014.
5. ↑  State & County QuickFacts. United States Census Bureau. Архів оригіналу за 22 липня 2011. Процитовано 20 липня 2014.(англ.) Наведено за англійською вікіпедією.
6. ↑  American FactFinder. Бюро перепису населення США. Архів оригіналу за 26 лютого 2012. Процитовано 31 січня 2008.

| США | Це незавершена стаття з географії США. Ви можете допомогти проєкту, виправивши або дописавши її. |